# 何飛鵬
何飛鵬（1952年—），台北市人，台灣著名出版者。

## 出版觀點
何飛鵬認為出版人要用知識改變世人，不認為所謂知識分子或是文化人評定的「好書」就能代表讀者的立場。

## 出版創辦經歷
- 1987年共同創辦《商業週刊》
- 1995年共同創辦電腦家庭出版集團
- 1996年共同創辦城邦出版集團

## 著作
- 2007年《自慢：社長的成長學習筆記》
- 2008年《自慢2：主管私房學》
- 2009年《自慢3：以身相殉》
- 2010年《自慢4：聰明糊塗心》
- 2012年《自慢5：切磋琢磨期君子》
- 2013年《自慢6：自學偷學筆記》
- 2014年《自慢7：人生國學讀本》
- 2016年《自慢8：人生的對與錯—44則人生體悟分享》
- 2016年《自慢9：管理者的對與錯—43則管理課題解答》
- 2017年《自慢10：18項修練-成就自我·人生快意的必修課》

## 推動台灣數位閱讀
2010年擔任台灣數位出版聯盟理事長，與出版界推動「百年千書經典必讀」數位閱讀計畫。

## 外部連結
- 數位行動革命何飛鵬：不要被淘汰！台灣醒報2011-09-20 （页面存档备份，存于）
- 百年必讀千本經典e化輕鬆看聯合新聞網2011/09/30 （页面存档备份，存于）
- 抗網路盜版出版業要求修法>  何飛鵬表示：不論是文建會、NCC、新聞局、智慧財產局，都應該出一點力，政府更應修法，進行"網路邊境管理"華視新聞記者彭宣雅/台北報導2012/05/03